# 居村栄
居村 栄（いむら さかえ、1917年-2006年1月12日）は、日本の教育学者。

## 経歴
大阪府出身。大阪府立堺中学校、大阪高等学校、東京帝国大学文学部社会学科卒業。文部省に入り、山梨県教育委員会社会教育主事、1952年岡山大学教育学部助教授、教授、83年定年退官、名誉教授、就実女子大学教授。

## 著書
- 『集団の教育 生活指導の教育社会学的分析』明治図書出版 1964
- 『教育社会学入門 心ゆたかな世界を求めて』明治図書出版 1979
- 『日本社会教育発達史 歴史の中で「教育」を考える』明治図書出版 1986

共編著
- 『人びとの学びの歴史』福尾武彦共編著 民衆社 1994

## 論文
- Cinii